# Michael Simon
Michael Simon (német kiejtés szerint mint magánszemély, angol kiejtéssel mint művésznév) német lemezlovas, producer (Hamburg, Németország, 1972. augusztus 29. - ), 2006 és 2022 közt a német Scooter tagja.

## Pályafutása
Tizenhat éves korában kezdett el komolyabban foglalkozni a zenéléssel. Kezdetben csak kisebb összejöveteleken volt DJ, mígnem a hamburgi Opera House diszkó rezidense nem lett. Az 1990-es években ő és Shahin Moshirian megalapították a Shahin & Simon nevű rave-duót, amelynek több slágere is volt (Do The Right Thing, The Rebel). Ekkortájt került először kapcsolatba a Scooter együttessel, amikor is kölcsönösen remixeket készítettek egymásnak, illetve az "Age of Love Tour" alatt ők voltak az előzenekar.
A duó feloszlása után szólókarrierbe kezdett, számtalan projektben vett részt mint társszerző, illetve remixeket készített. 2006. augusztus 14-én kilépett a Scooterből Jay Frog, és Michaelre esett a választás, mint új harmadik tag. Tizenhat éven keresztül volt tag, egészen 2022. december 8-ig. Azon kevés Scooter-tag egyike volt, aki a szólókarrierjét nem adta fel a Scooter kedvéért, különösen az ott töltött időszakának a vége felé kezdett el újra foglalkozni vele - ekkoriban már az organic house műfajában alkotott.
Jelenleg a Sheffield Publishing kiadónál dolgozik, illetve alkalmanként jelennek meg új számai. Egy gyermek édesapja.

## Diszkográfia

### Kislemezek
- Michael Simon - Baby Techno (1994)
- Shahin & Simon - Do The Right Thing (1995)
- Shahin & Simon - Eternity (1995)
- Silverplate - Attention (1996)
- S.G.S. - Surprise (1996)
- S.G.S. - Bring That Beat Back (1996)
- Shahin & Simon - The Rebel (1997)
- Subtunes - Jump Up / Mega Rhymes (1997)
- Shahin & Simon - Houseshaker (1997)
- Triple S - Keep Your Head (1997)
- Michael Simon feat. C - Feel Like Dancin' (1998)
- Triple S - Whoomp! (There It Is) (1998)
- Ray Krebbs - The Gym (1998)
- Shahin & Simon - The Rebel 2 (1999)
- Ray Krebbs - Fuck That (1999)
- Soulforce - Funkblaster EP (1999)
- Soulforce - Custard (1999)
- The Sole Company - Single Minded People (1999)
- Major Problem - Out of Sight (1999)
- Triple S - Fly With Me - 21st Century (1999)
- Ray Krebbs - Rocket (2000)
- Soulforce - Vamos (2000)
- Combo Cubano - S.C. (2000)
- Michael Simon - To Be Love (2001)
- Clubspeakers - Have You Ever (2001)
- Soulforce - You & Me (2001)
- Unit 5 - I Love You (2002)
- Velvet - China In Your Hands (2002)
- MB Style - First Time (2002)
- Grenada - Superstar (2002)
- DJ Dave - Stand By Me (2002)
- Unit 5 - Feel The Stars (2003)
- MB Style - Our Time (2003)
- DJ Dave - Killing Me Softly (2003)
- Belushi feat. Kitty Po - Put Your Hands In The Air (Uhh Ooh!) (2003)
- DJ Dave - Wonderful World (2003)
- DJ Monkey - I'm Horny (2003)
- Michael Simon - Dreams / I Want To Show You (2004)
- Belushi feat. Grenada - My First Love (2004)
- DJ Dave - Falling (2004)
- DJ Dave - Jingo (2004)
- Michael Simon - Feeling Fire / Electro Rocks (2005)
- Jerry Ropero & Michael Simon - Home Alone (2006)
- Jerry Ropero & Michael Simon - Videoscream (2006)
- Jerry Ropero & Michael Simon - Ocean Drums (2006)
- Jerry Ropero & Michael Simon - Music (feat. WaWa) (2007)
- Jerry Ropero & Michael Simon - Berimbau (2007)
- Michael Simon - Beating Of The Beat (2012)
- Combo Cubano - Acumbia (2012)
- Baxxter, Simon and DDY - Sweater Weather (2013)
- Jerry Ropero & Michael Simon - Aerobuzz (2014)
- Azzido Da Bass & Michael Simon - Bracuza (2014)
- Michael Simon - Be Mine (2014)
- Michael Simon - City Lights (2015)
- Simione - Tivaal (2015)
- Simon & Ropero - Nerdjacking (2016)
- Silent Stunt - Unlightening (2016)
- Silent Stunt - Syren EP (2016)
- Silent Stunt - Rammbock (2016)
- Silent Stunt - Cloud Sweeper (2016)
- Michael Simon - Bliss (2017)
- Michael Simon - Oud Imperial / Pandemic (2020)
- Michael Simon - Sandalwood / Vanillawood (2020)
- Michael Simon - Black Swan (2020)
- Michael Simon - XLVII (2020)
- Michael Simon - Un Voyage A Paris / BBQ Blues (2020)

### Remixek
- Robbie Rivera presents Rhythm Bangers - Bang (2000)
- Cherubia - Devil In Disguise (2000)
- House Of Glass feat. Giorgio Giordano - Disco Down (2000)
- B-15 Project feat. Crissy D & Lady G - Girls Like Us (2000)
- Darryl D'Bonneau - To Be With You (2000)
- Club Fiesta - La Fiesta (2001)
- Deep Swing - In The Music (2001)
- Noname - Off (2001)
- Big World meets Gerald - Open Your Heart (2001)
- Tomato's Factory - Message In A Bottle (2004)
- Benjamin Boyce - Where Is Your Love (2004)
- Plastik Funk presents Da Bear - Pump It Up (2006)
- TJM - Small Circle Of Friends (2006)
- DDL feat. Rob Li - How Do You Do (2006)
- Steve'N King - Bounce (2007)
- Patric La Funk - You Never Know (2007)
- Clubworxx - Tanga Strings (2007)
- Afrotech - My Way (2007)
- Bel Amour - Bel Amour 2007 (2007)
- Muzzaik - Out Of Reach (2008)
- The Heller & Farley Project - Ultra Flava '09 (2009)
- FOX5 vs. K5 - Passion (2009)
- Oh Wonder - Technicolour Beat (2015)

## Külső hivatkozások
- Michael Simon Scooteres oldala
- Hivatalos oldal
- A Scooter hivatalos oldala